# Annalise Basso
Rachel Annalise Basso (Saint Louis, 2 dicembre 1998) è un'attrice e modella statunitense.

## Biografia

### Origini
Nata a Saint Louis, nel Missouri, è la terza figlia di Marcia e Louis Joseph Basso. Ha una sorella e un fratello maggiore, Alexandria Basso e Gabriel Basso, anche loro attori. Ha origini tedesche, inglesi, irlandesi e italiane attraverso il nonno paterno.

### Carriera
La maggior parte dei suoi lavori iniziali sono stati in spot televisivi o in serie televisive. Il primo ruolo che le ha permesso di farsi notare dal pubblico è quello di Eden Hamby in True Blood. Nel 2009 ha recitato nel film TV L'amore apre le ali, appartenente alla saga di L'amore arriva dolcemente. All'età di 10 anni ha preso parte al film Are You Smarter Than a 5th Grader?, in cui ha interpretato una studentessa. Successivamente prende parte a degli episodi per le serie televisive New Girl e Nikita.
Il primo ruolo da protagonista lo ottiene per il film Standing Up, diretto da D. J. Caruso e basato sul romanzo di Brock Cole, The Goats. Il film ha debuttato nel 2012 al Festival di Cannes.
Nel 2014 prende parte al film horror Oculus, nel ruolo della versione giovane di Karen Gillan, la protagonista. Nel 2016 ottiene notorietà con la sua partecipazione a Ouija - L'origine del male, sequel di Ouija.
Dal 2020 al 2022 ha interpretato il ruolo di Lilah Junior "LJ" Folger nella serie televisiva Snowpiercer, prodotta da TNT e pubblicata in diversi paesi su Netflix.
Nel novembre 2023, si aggiunge al cast del lungometraggio The Life of Chuck, diretto da Mike Flanagan, nonché adattamento dell'omonimo racconto dello scrittore statunitense Stephen King.

## Filmografia

### Attrice

#### Cinema
- Ghost Image, regia di Jack Snyder (2007)
- Racconti incantati (Bedtime Stories), regia di Adam Shankman (2008)
- Dark House, regia di Darin Scott (2009)
- Alabama Moon, regia di Tim McCanlies (2009)
- Alice in Wonderland, regia di Tim Burton (2010)
- Standing Up, regia di D.J. Caruso (2013)
- Oculus - Il riflesso del male (Oculus), regia di Mike Flanagan (2014)
- Captain Fantastic, regia di Matt Ross (2016)
- Ouija - L'origine del male (Ouija: Origin of Evil), regia di Mike Flanagan (2016)
- Nostalgia, regia di Mark Pellington (2018)
- Ladyworld, regia di Amanda Kramer (2018)
- Slender Man, regia di Sylvain White (2018)
- The Bloodhound, regia di Patrick Picard (2020)
- A Creature Was Stirring, regia di Damien LeVeck (2023)

#### Televisione
- Desperate Housewives – serie TV, episodio 5x09 (2008)
- 1%, regia di Alan Taylor – film TV (2008)
- L'amore apre le ali (Love Takes Wing), regia di Lou Diamond Phillips – film TV (2009)
- Lie to Me – serie TV, episodio 1x10 (2009)
- True Blood – serie TV, episodio 2x02 (2009)
- Three Rivers – serie TV, episodio 1x07 (2009)
- Childrens Hospital – serie TV, episodio 2x01 (2010)
- Bones – serie TV, episodio 6x23 (2011)
- Parks and Recreation – serie TV, episodio 4x04 (2011)
- New Girl – serie TV, episodio 1x21 (2012)
- Nikita – serie TV, episodio 3x02 (2012)
- Constantine – serie TV, episodio 1x13 (2015)
- The Red Road – serie TV, 8 episodi (2014-2015)
- Cold – serie TV, 10 episodi (2016)
- Philip K. Dick's Electric Dreams – serie TV, episodio 1x09 (2017)
- V.C. Andrews' Heaven – miniserie TV, 3 episodi (2019)
- Snowpiercer – serie TV, 28 episodi (2020-2022)

#### Cortometraggi
- Prettyface, regia di Jessica Janos (2016)
- The Good Time Girls, regia di Courtney Hoffman (2017)
- Furlong, regia di Adam Meeks (2019)
- The Girl from Nowhere, regia di Suzie Philippot (2021)

## Doppiatrici italiane
Nelle versioni in italiano delle opere in cui ha recitato, Annalise Basso è stata doppiata da:
- Sara Labidi[7] in Oculus - Il riflesso del male[8], Ouija - L'origine del male[9], Captain Fantastic[10], Philip K. Dick's Electric Dreams[11]
- Roisin Nicosia[12] in Slender Man[13]
- Rossa Caputo[14] in Snowpiercer[15]